# Червоний Яр (Подільський район)
Червоний Яр — село Любашівської селищної громади Подільського району Одеської області України. Населення становить 260 осіб.

## Історія
12 червня 2020 року, відповідно до Розпорядження Кабінету Міністрів України від № 724-р «Про визначення адміністративних центрів та затвердження територій територіальних громад Одеської області», увійшло до складу Любашівської селищної громади.
19 липня 2020 року, в результаті адміністративно-територіальної реформи і ліквідації Любашівського району, село увійшло до складу новоутвореного Подільського району.

## Населення
Згідно з переписом УРСР 1989 року чисельність наявного населення села становила 242 особи, з яких 102 чоловіки та 140 жінок.
За переписом населення України 2001 року в селі мешкало 260 осіб.

### Мова
Розподіл населення за рідною мовою за даними перепису 2001 року:
| Мова       | Відсоток |
| ---------- | -------- |
| українська | 85,77 %  |
| молдовська | 10,38 %  |
| російська  | 3,46 %   |
| білоруська | 0,38 %   |